# NGC 770
NGC 770 је елиптична галаксија у сазвежђу Ован која се налази на NGC листи објеката дубоког неба.
Деклинација објекта је + 18° 57' 18" а ректасцензија 1h 59m 13,5s. Привидна величина (магнитуда) објекта NGC 770 износи 13,0 а фотографска магнитуда 14,0. Налази се на удаљености од 32,3000 милиона парсека од Сунца. NGC 770 је још познат и под ознакама UGC 1463, MCG 3-6-10, CGCG 461-16, ARP 78, PGC 7517.